# Rocquigny (Pas-de-Calais)
Pour les articles homonymes, voir Rocquigny.
Rocquigny est une commune française située dans le département du Pas-de-Calais en région Hauts-de-France. La commune est membre de la communauté de communes du Sud-Artois.
La commune s’inscrit dans les paysages des « grands plateaux artésiens et cambrésiens » tels qu’ils sont définis dans l’atlas de paysages. Elle fait partie des villages labellisés Village Patrimoine, qui œuvrent à mettre en avant leurs patrimoines matériels et/ou immatériels (historique, culturel, naturel, architectural, etc.).

## Géographie

### Localisation
Localisée dans le sud-est du département du Pas-de-Calais et limitrophe du département de la Somme, Rocquigny est une commune rurale située, à vol d'oiseau, à 8 km au sud-est de la commune de Bapaume et à 27 km au sud-est de la commune d'Arras (chef-lieu d'arrondissement et préfecture du Pas-de-Calais).
Le territoire de la commune est limitrophe de ceux de cinq communes, dont deux, Mesnil-en-Arrouaise et Sailly-Saillisel, dans le département de la Somme.
Les communes limitrophes sont Barastre, Le Transloy, Villers-au-Flos, Mesnil-en-Arrouaise et Sailly-Saillisel.

### Géologie et relief
La superficie de la commune est de 3,73 km2 ; son altitude varie de 113  à   137 mètres.

### Hydrographie
La commune est située dans le bassin Artois-Picardie. Elle n'est drainée par aucun cours d'eau,.

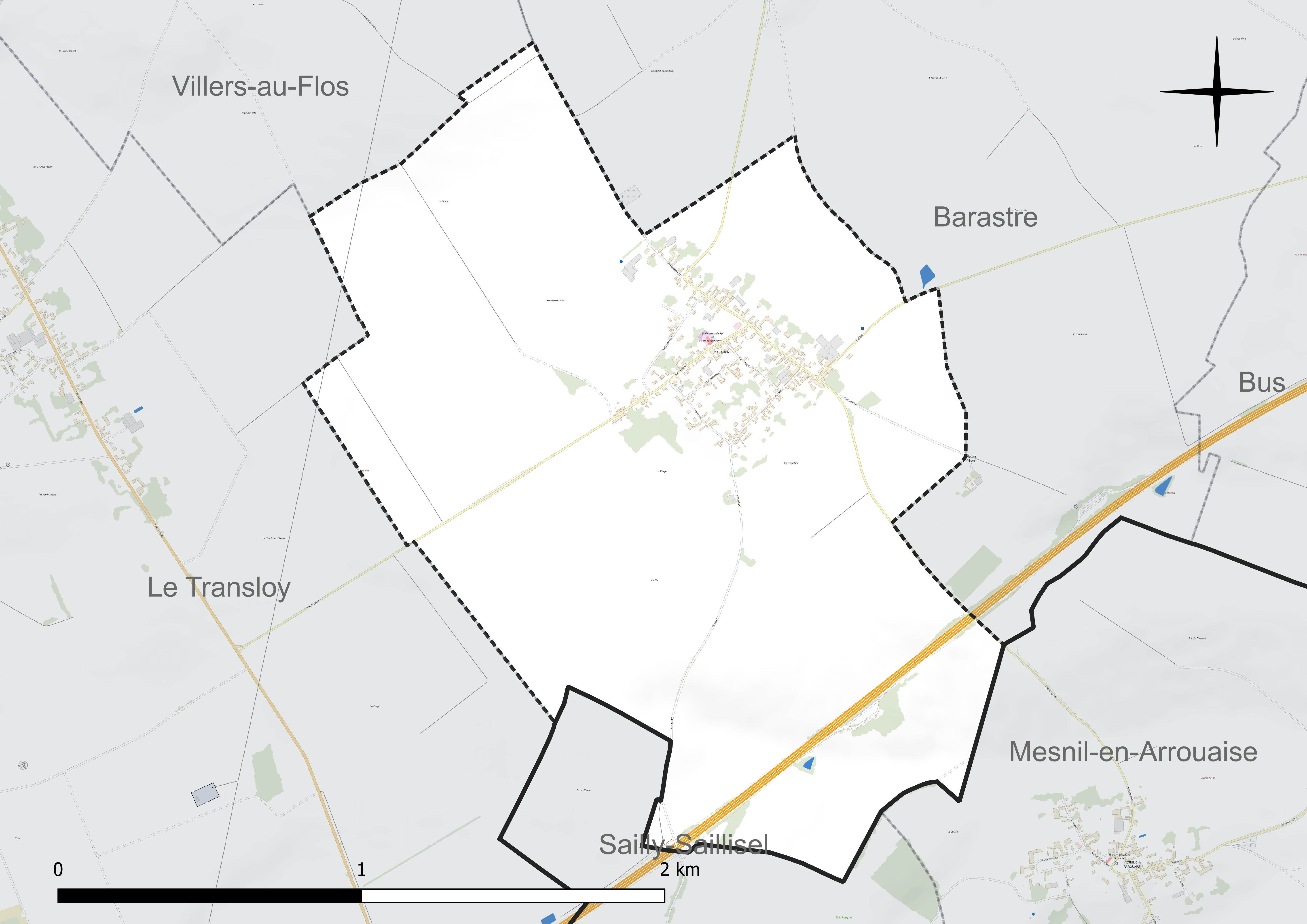
Réseau hydrographique de Rocquigny.

### Climat
Pour des articles plus généraux, voir Climat des Hauts-de-France et Climat du Nord-Pas-de-Calais.
En 2010, le climat de la commune est de type climat océanique dégradé des plaines du Centre et du Nord, selon une étude du CNRS s'appuyant sur une série de données couvrant la période 1971-2000. En 2020, Météo-France publie une typologie des climats de la France métropolitaine dans laquelle la commune est exposée à un climat océanique et est dans la région climatique Nord-est du bassin Parisien, caractérisée par un ensoleillement médiocre, une pluviométrie moyenne régulièrement répartie au cours de l'année et un hiver froid (3 °C).
Pour la période 1971-2000, la température annuelle moyenne est de 9,9 °C, avec une amplitude thermique annuelle de 14,6 °C. Le cumul annuel moyen de précipitations est de 750 mm, avec 11,5 jours de précipitations en janvier et 9,2 jours en juillet. Pour la période 1991-2020, la température moyenne annuelle observée sur la station météorologique la plus proche, située sur la commune d'Épehy à 15 km à vol d'oiseau, est de 10,6 °C et le cumul annuel moyen de précipitations est de 752,8 mm,. Pour l'avenir, les paramètres climatiques de la commune estimés pour 2050 selon différents scénarios d'émission de gaz à effet de serre sont consultables sur un site dédié publié par Météo-France en novembre 2022.

### Paysages
Pour un article plus général, voir Paysage en France.
La commune est située dans le paysage régional des grands plateaux artésiens et cambrésiens tel que défini dans l'atlas des paysages de la région Nord-Pas-de-Calais, conçu par la direction régionale de l'Environnement, de l'Aménagement et du Logement (DREAL),. Ce paysage régional, qui concerne 238 communes, est dominé par les « grandes cultures » de céréales et de betteraves industrielles qui représentent 70 % de la surface agricole utilisée (SAU).

### Milieux naturels et biodiversité
L’Inventaire national du patrimoine naturel (INPN) recense plusieurs espèces faunistiques et floristiques sur le territoire de la commune dont certaines sont protégées et d’autres menacées et quasi-menacées.

## Urbanisme

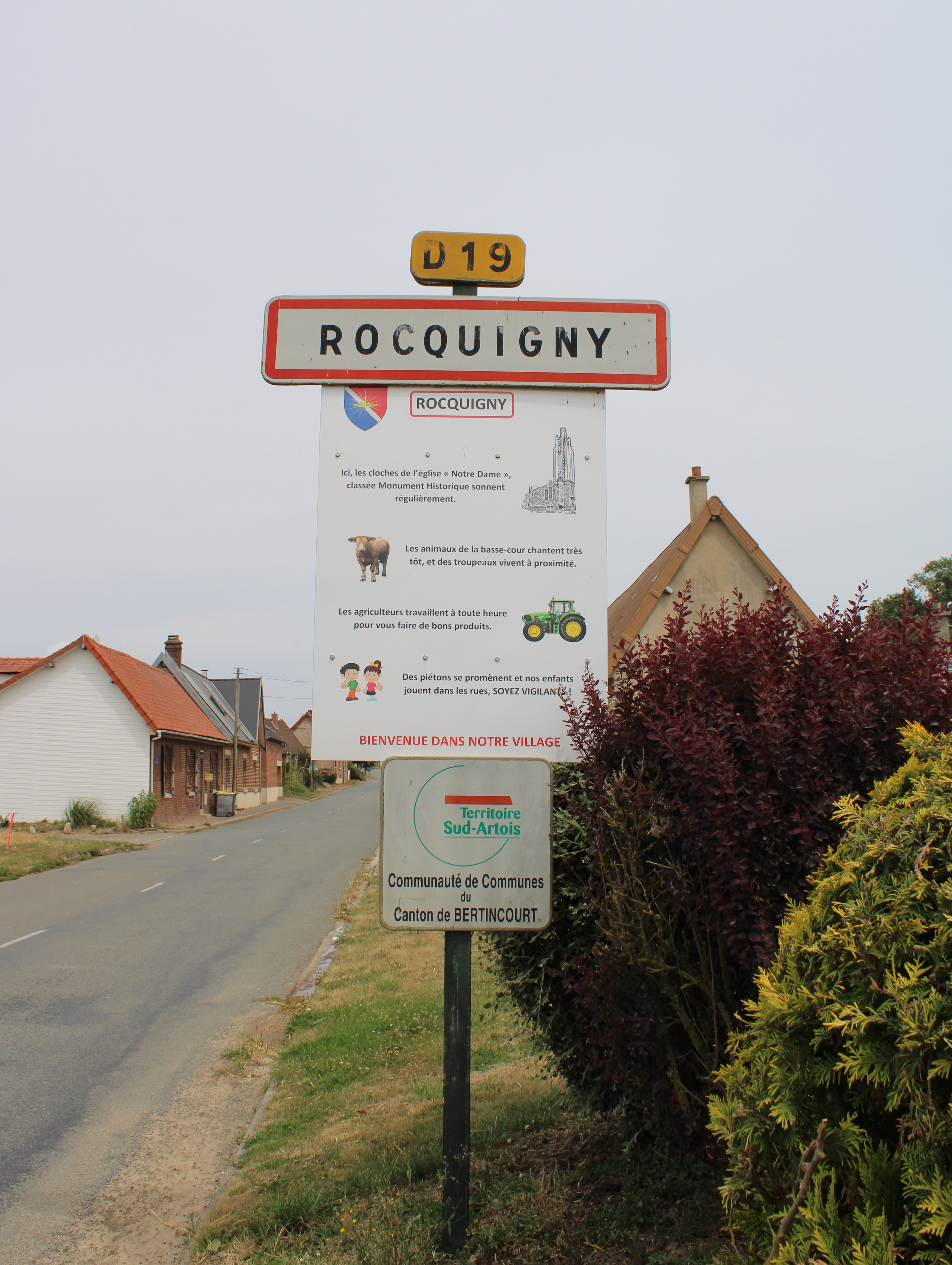
Entrée du village.

### Typologie
Au 1er janvier 2024, Rocquigny est catégorisée commune rurale à habitat dispersé, selon la nouvelle grille communale de densité à sept niveaux définie par l'Insee en 2022.
Elle est située hors unité urbaine et hors attraction des villes,.

### Occupation des sols
L'occupation des sols de la commune, telle qu'elle ressort de la base de données européenne d'occupation biophysique des sols Corine Land Cover (CLC), est marquée par l'importance des territoires agricoles (90,1 % en 2018), une proportion identique à celle de 1990 (90,1 %). La répartition détaillée en 2018 est la suivante : 
terres arables (90,1 %), zones urbanisées (9,9 %). L'évolution de l'occupation des sols de la commune et de ses infrastructures peut être observée sur les différentes représentations cartographiques du territoire : la carte de Cassini (XVIIIe siècle), la carte d'état-major (1820-1866) et les cartes ou photos aériennes de l'IGN pour la période actuelle (1950 à aujourd'hui).

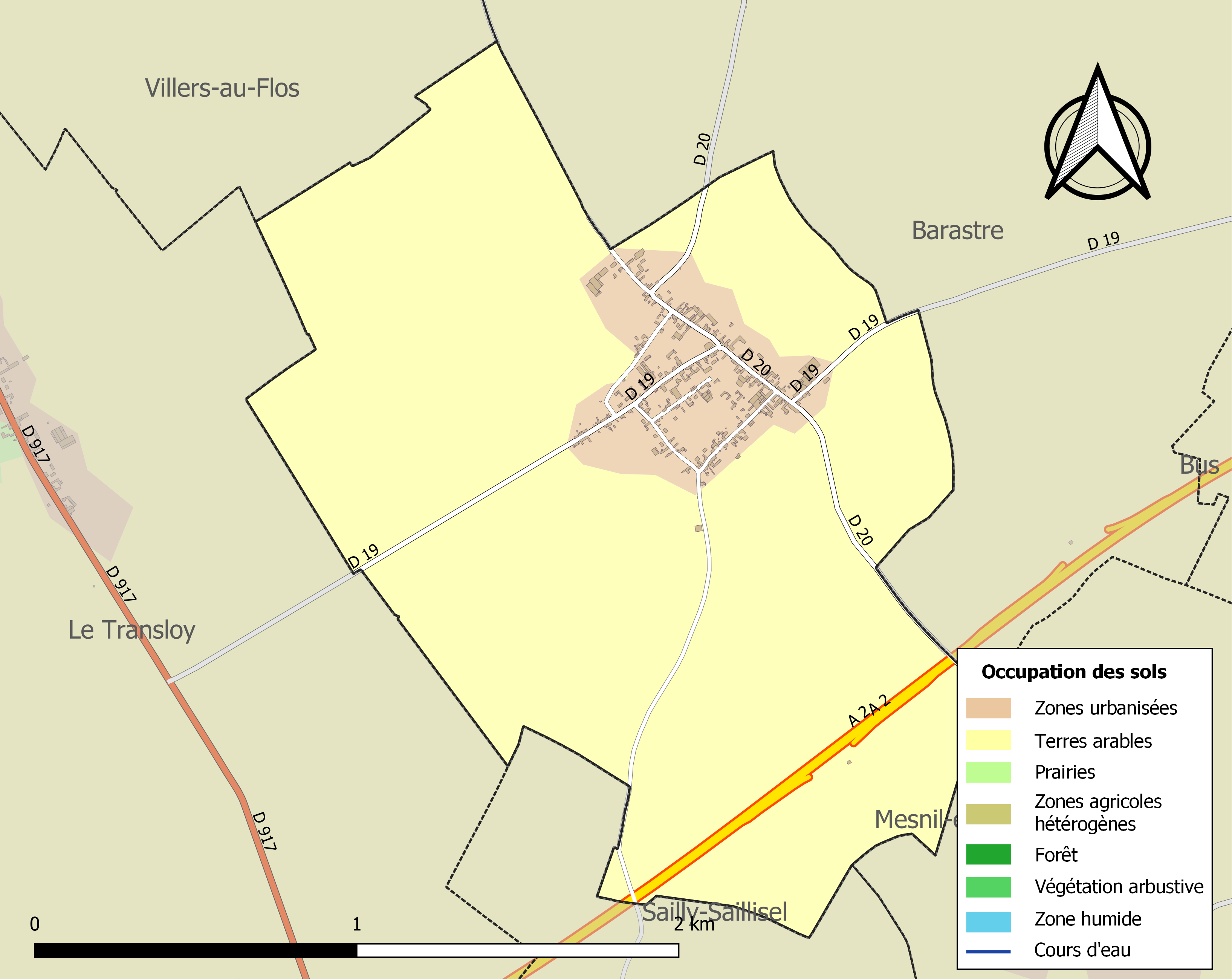
Carte des infrastructures et de l'occupation des sols de la commune en 2018 (CLC).

## Toponymie
Le nom de la localité est attesté sous les formes Parrochia que dicitur Rochennias en 1097 ; Rocheniæ au XIIe siècle ; Rokeignies en 1202 ; Rokeignies en 1213 ; Rokenniæ en 1218 ; Roquignies en 1284 ; Rokingnies en 1309 ; Rokignies en 1344 ; Rocquegnies en 1469 ; Roqueny en 1559 ; Roquigny en 1762 ; Roquigni en 1767 ; Rocquigny en 1793 et depuis 1801.
D'après Maurits Gysseling, le nom vient d'un anthroponyme germanique, Hrukko, qui vient lui-même de hruk (corneille) : Hrukkiniacas, appartenant à Hrukko.

## Histoire
D'après l'historien français Auguste de Loisne : « Rocquigny, en 1789, faisait partie du bailliage de Bapaume et suivait la coutume d'Artois. Son église paroissiale, diocèse d'Arras, doyenné de Bapaume, district d'Arrouaise, était consacrée à la Nativité de la Vierge ; l’abbé d'Arrouaise présentait à la cure. »
La commune est décorée de la croix de guerre 1914-1918 par décret du 23 septembre 1920, distinction également attribuée à 276 autres communes du Pas-de-Calais.

## Politique et administration

### Découpage territorial
La commune se trouve dans l'arrondissement d'Arras du département du Pas-de-Calais.

#### Commune et intercommunalités
La commune est membre de la communauté de communes du Sud-Artois qui regroupe 64 communes et totalise 27 059 habitants en 2021.

#### Circonscriptions administratives
La commune est rattachée au canton de Bapaume.

#### Circonscriptions électorales
Pour l'élection des députés, la commune fait partie de la première circonscription du Pas-de-Calais.

### Élections municipales et communautaires

#### Liste des maires

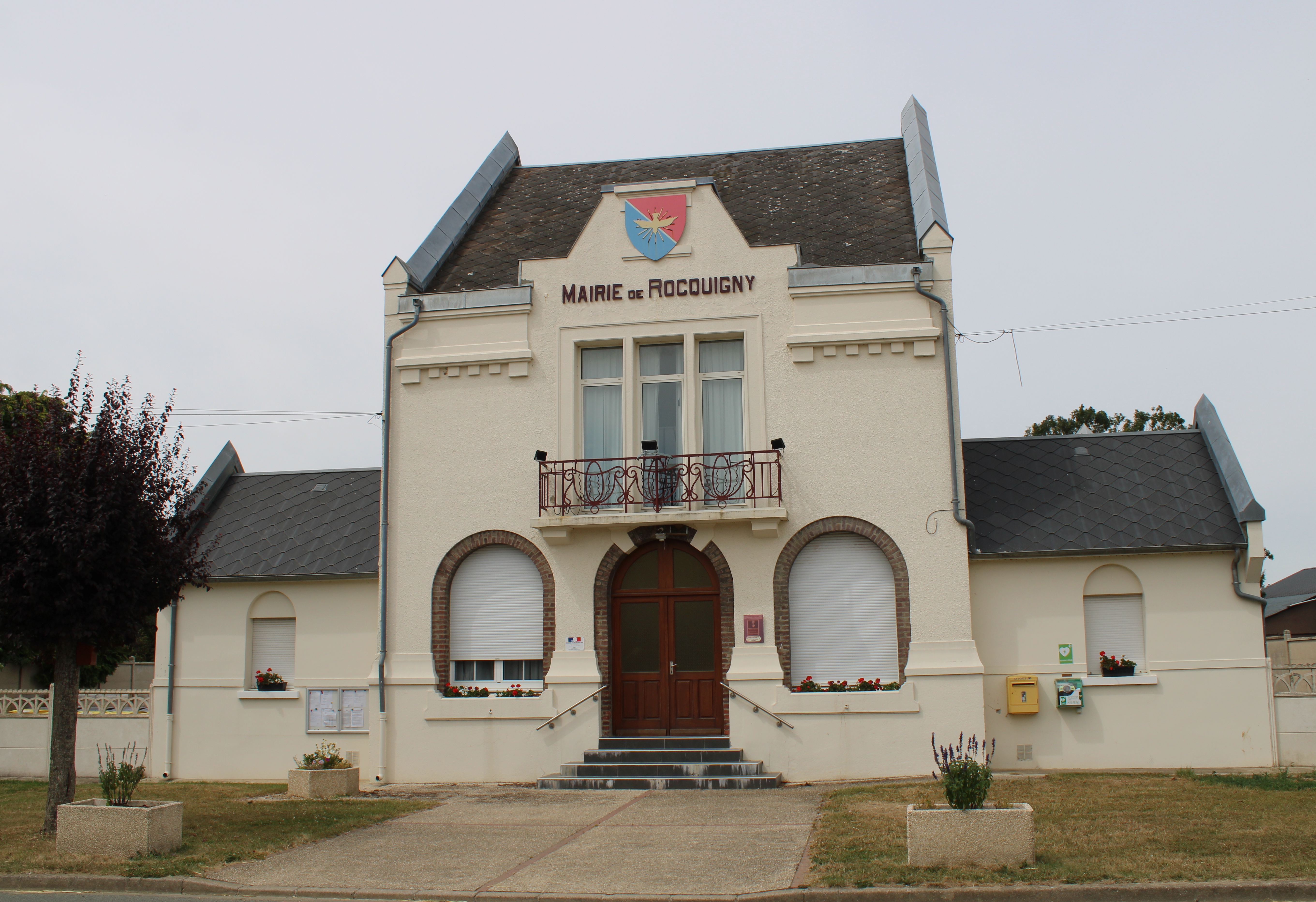
La mairie.

| Période                                  | Période                   | Identité             | Étiquette | Qualité                                      |
| ---------------------------------------- | ------------------------- | -------------------- | --------- | -------------------------------------------- |
| Les données manquantes sont à compléter. |                           |                      |           |                                              |
|                                          | 2001                      | Marcel Pouillaude    |           |                                              |
| mars 2001                                | mai 2020                  | Marguerite Lefebvre, |           | Réceptionniste en cabinet dentaire retraitée |
| 23 mai 2020                              | En cours (au 25 mai 2020) | Romain Van Caeneghem |           | Éducateur spécialisé                         |

## Population et société

### Démographie

#### Évolution démographique
L'évolution du nombre d'habitants est connue à travers les recensements de la population effectués dans la commune depuis 1793. Pour les communes de moins de 10 000 habitants, une enquête de recensement portant sur toute la population est réalisée tous les cinq ans, les populations de référence des années intermédiaires étant quant à elles estimées par interpolation ou extrapolation. Pour la commune, le premier recensement exhaustif entrant dans le cadre du nouveau dispositif a été réalisé en 2007.

En 2022, la commune comptait 273 habitants, en évolution de −3,87 % par rapport à 2016 (Pas-de-Calais : −0,72 %, France hors Mayotte : +2,11 %).
| 1793 | 1800 | 1806 | 1821 | 1831 | 1836 | 1841 | 1846 | 1851 |
| ---- | ---- | ---- | ---- | ---- | ---- | ---- | ---- | ---- |
| 780  | 768  | 755  | 833  | 936  | 944  | 972  | 996  | 979  |

| 1856 | 1861 | 1866 | 1872 | 1876  | 1881 | 1886 | 1891 | 1896 |
| ---- | ---- | ---- | ---- | ----- | ---- | ---- | ---- | ---- |
| 984  | 962  | 980  | 990  | 1 016 | 937  | 896  | 794  | 826  |

| 1901 | 1906 | 1911 | 1921 | 1926 | 1931 | 1936 | 1946 | 1954 |
| ---- | ---- | ---- | ---- | ---- | ---- | ---- | ---- | ---- |
| 826  | 812  | 752  | 348  | 466  | 418  | 421  | 388  | 386  |

| 1962 | 1968 | 1975 | 1982 | 1990 | 1999 | 2006 | 2007 | 2012 |
| ---- | ---- | ---- | ---- | ---- | ---- | ---- | ---- | ---- |
| 381  | 356  | 296  | 271  | 274  | 281  | 288  | 289  | 282  |

| 2017 | 2022 | - | - | - | - | - | - | - |
| ---- | ---- | - | - | - | - | - | - | - |
| 285  | 273  | - | - | - | - | - | - | - |

#### Pyramide des âges
En 2018, le taux de personnes d'un âge inférieur à 30 ans s'élève à 35,6 %, soit en dessous de la moyenne départementale (36,7 %). À l'inverse, le taux de personnes d'âge supérieur à 60 ans est de 27,2 % la même année, alors qu'il est de 24,9 % au niveau départemental.
En 2018, la commune comptait 137 hommes pour 149 femmes, soit un taux de 52,10 % de femmes, légèrement supérieur au taux départemental (51,50 %).
Les pyramides des âges de la commune et du département s'établissent comme suit.
| Hommes | Classe d’âge | Femmes |
| ------ | ------------ | ------ |
| 0,7    | 90 ou +      | 2,7    |
| 5,8    | 75-89 ans    | 11,3   |
| 18,3   | 60-74 ans    | 15,4   |
| 22,0   | 45-59 ans    | 17,4   |
| 17,0   | 30-44 ans    | 18,2   |
| 16,9   | 15-29 ans    | 14,8   |
| 19,2   | 0-14 ans     | 20,3   |

| Hommes | Classe d’âge | Femmes |
| ------ | ------------ | ------ |
| 0,5    | 90 ou +      | 1,6    |
| 5,6    | 75-89 ans    | 8,9    |
| 16,7   | 60-74 ans    | 18,1   |
| 20,2   | 45-59 ans    | 19,2   |
| 18,9   | 30-44 ans    | 18,1   |
| 18,2   | 15-29 ans    | 16,2   |
| 19,9   | 0-14 ans     | 17,9   |

## Culture locale et patrimoine

### Lieux et monuments
- L'église Notre-Dame de Rocquigny. La reconstruction de l'église Notre-Dame de Rocquigny, détruite lors de la Première Guerre mondiale, fut décidée le 7 février 1924 par le conseil municipal et fit l'objet d'un concours à l'issue duquel fut retenu le projet de l'architecte Jean-Louis Sourdeau. Celui-ci conçut un édifice d'une esthétique nouvelle, faisant un large appel au béton armé, notamment pour son clocher campanile, unique dans la région et haut de 40 m.

L'originalité de son plan et de sa conception, la qualité de son décor font de cette église un élément majeur pour l'architecture de la première reconstruction dans le département du Pas-de-Calais. Le projet de Sourdeau fut approuvé par le diocèse d'Arras le 6 mars 1928 et l'église fut construite au cours des années 1929-1930 mais avec une réalisation médiocre (béton poreux, joints sous-dosés en ciment). Elle est ornée de vitraux de dalles de verre de Gaudin et de mosaïques de Mauméjean.
L'église, devenue dangereuse du fait de la « maladie du béton » et fermée en 1993. Elle fait l’objet d’un classement au titre des monuments historiques depuis le 7 septembre 2001. Elle a fait l'objet d'un long chantier de restauration, qui a permis notamment la reconstruction de la tour du clocher, déconstruite en 2002.
Le bâtiment est rouvert en octobre 2013,.
En 2024, La Monnaie de Paris crée une pièce souvenir à l'effigie de l’église Notre-Dame de Rocquigny.
- Le monument aux morts, surmonté d'une croix de guerre[34].

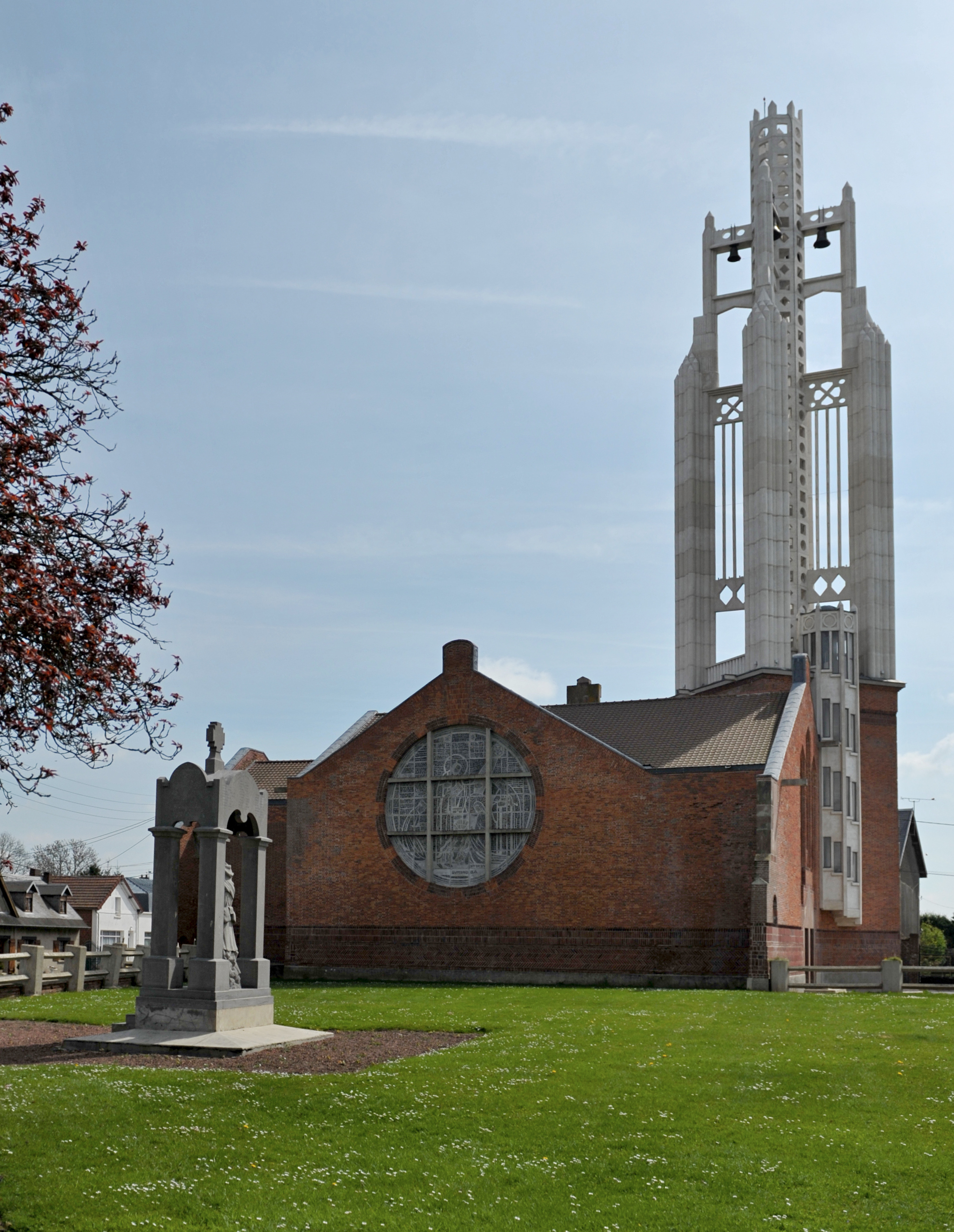
L'église en 2014, campanile reconstruit.
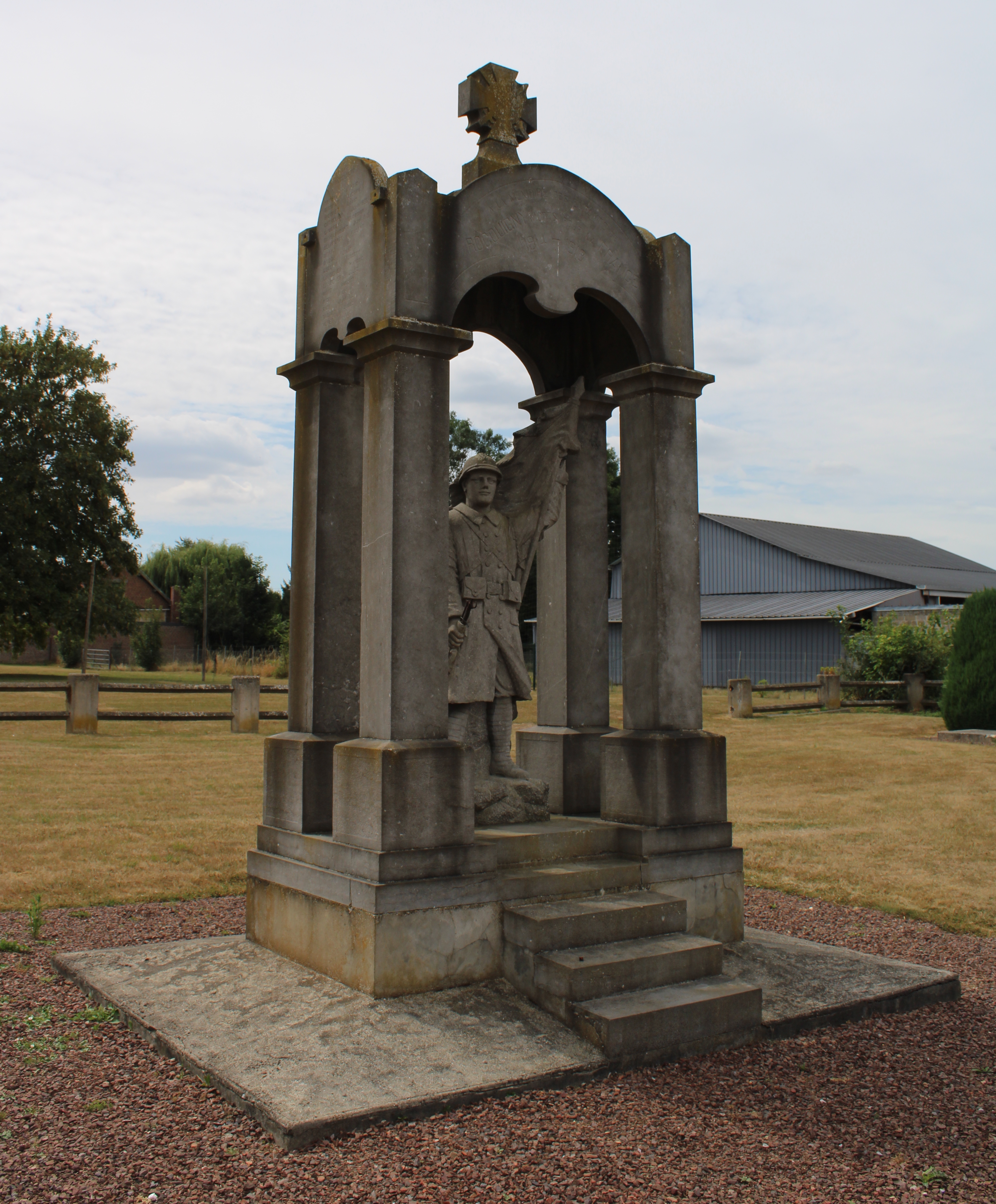
Le monument aux morts.

### Héraldique
| Blason de Rocquigny | Blason  | Tranché de gueules et d'azur, au bâton d'argent brochant, à la colombe du Saint-Esprit fondante et rayonnante d'or, brochant sur le tout. Ornements extérieursCroix de guerre 1914-1918 |
| Blason de Rocquigny | Détails | Le statut officiel du blason reste à déterminer. |

## Pour approfondir

#### Bases de données, dictionnaires et encyclopédies
- Ressources relatives à la géographie :   - Insee (communes)
  - Ldh/EHESS/Cassini
- Ressource relative à plusieurs domaines :   - Annuaire du service public français
- Notices d'autorité :   - VIAF
  - BnF (données)
  - LCCN
  - Israël
  - WorldCat